# زمین‌ساخت کششی
زمین‌ساخت کششی (انگلیسی: Extensional tectonics)
به ساختارهایی که در اثر کشش و فرآیندهای زمین‌ساختی مرتبط با کشیدگی پوسته یا سنگ‌کره در اشیاء جرم‌سیاره‌ای ایجاد می‌شوند، می‌پردازد.

## سبک‌های تغییر شکل
نوع ساختارها و هندسه‌هایی که شکل می‌گیرند، به میزان کشیدگی بستگی دارد. کشیدگی معمولاً با استفاده از پارامتری به نام β, که به ضریب بتا شناخته می‌شود، اندازه‌گیری می‌شود. فرمول آن به صورت زیر است:
{\displaystyle \beta ={\frac {t_{1}}{t_{0}}}\,,}
در این فرمول، t0 ضخامت اولیه پوسته و t1 ضخامت نهایی پوسته است. این پارامتر معادل پارامتر کرنش کشش است.

### ضریب بتای پایین
در مناطقی که کشیدگی پوسته نسبتاً کم است، ساختارهای غالب شامل گسل‌های نرمال با زاویه زیاد تا متوسط، همراه با فروزمین‌های نیمه‌گرفته و بلوک‌های گسلی مایل هستند.

### ضریب بتای بالا
در مناطقی با کشیدگی زیاد پوسته، گسل کششی‌ها ممکن است به دلیل چرخش، شیب خود را از دست داده و غیرفعال شوند. در این حالت، مجموعه‌ای جدید از گسل‌ها ایجاد می‌شود. جابه‌جایی‌های بزرگ ممکن است رسوبات سین‌تکتونیکی را در کنار سنگ دگرگونی‌های پوسته میانی یا زیرین قرار دهد و این ساختارها به گسل جداشدگی معروف هستند. در برخی موارد، گسل‌های جداشدگی خمیده می‌شوند و سنگ‌های دگرگونی در بسته‌های گنبدی‌شکل نمایان می‌شوند که به آنها هسته‌های دگرگونی گفته می‌شود.

### حاشیه‌های نافعال
حاشیه نافعال در لایه‌های ضعیف مجموعه‌ای خاص از ساختارهای کششی را ایجاد می‌کند. گسل‌های بزرگ لیستریک که به سمت اقیانوس شیب دارند، به همراه تاقدیس‌های واژگون و فروزمین‌های فروپاشیده در قله شکل می‌گیرند. در برخی حاشیه‌ها، مانند دلتای نیجر، گسل‌های بزرگ ضدمنطقه‌ای مشاهده می‌شوند که به سمت قاره شیب دارند و کوچک‌حوضه‌های گراونی بزرگی را تشکیل می‌دهند.

## محیط‌های زمین‌شناسی مرتبط با زمین‌ساخت کششی
مناطق زمین‌ساخت کششی معمولاً شامل موارد زیر هستند:

ساختار فرازمین و فروزمین، ساختاری معمول در مناطق کششی (جهت کشش با پیکان‌های قرمز نشان داده شده است).

### گسل‌های قاره‌ای
گسل‌ها مناطق خطی کشیدگی موضعی پوسته هستند. عرض این مناطق از کمتر از ۱۰۰ کیلومتر تا چند صد کیلومتر متغیر است و شامل یک یا چند گسل نرمال و بلوک‌های گسلی مرتبط می‌شوند. در بخش‌های جداگانه گسل، معمولاً یک جهت شیب (جهت چرخش) غالب است که به هندسه فروزمین‌های نیمه‌گرفته منجر می‌شود. دیگر هندسه‌های رایج شامل هسته‌های دگرگونی و بلوک‌های گسلی مایل هستند. نمونه‌هایی از گسل‌های فعال قاره‌ای شامل زون گسلی بایکال و کافت شرق آفریقا می‌باشند.

### مرزهای واگرا
مرزهای واگرا مناطقی از کشش فعال هستند، زیرا پوسته‌ای که به‌تازگی در سیستم پشته میانی اقیانوس تشکیل شده، در فرایند باز شدن شرکت می‌کند.

### گسترش گرانشی مناطق پوسته ضخیم‌شده
مناطق پوسته ضخیم‌شده، مانند آن‌هایی که در طی برخورد قاره‌ای شکل گرفته‌اند، تمایل به گسترش جانبی دارند. این گسترش حتی زمانی که رویداد برخوردی هنوز در حال وقوع است، رخ می‌دهد.
پس از اتمام برخورد، منطقه پوسته ضخیم‌شده معمولاً دچار فروریزش گرانشی می‌شود که اغلب با تشکیل گسل‌های کششی بسیار بزرگ همراه است. به‌عنوان‌مثال، گسترش بزرگ‌مقیاس دوونین بلافاصله پس از پایان کوه‌زایی کالدونین به‌ویژه در شرق گرینلند و غرب نروژ رخ داد.

### خم‌های رهاسازی در امتداد گسل‌های امتدادلغز
هنگامی که یک گسل به‌گونه‌ای جابه‌جا می‌شود که فاصله‌ای ایجاد می‌شود، مثلاً خم چپ‌گرا در یک گسل چپ‌گرد، منطقه‌ای از کشش یا تراکشش ایجاد می‌شود. چنین خم‌هایی به نام خم‌های رهاسازی یا پله‌های کششی شناخته می‌شوند و اغلب حوضه گسلی کششی یا رومبوکاسم تشکیل می‌دهند. نمونه‌هایی از حوضه‌های کششی فعال شامل دریای مرده، که در یک جابه‌جایی چپ‌گرا در سامانه گسل تبدیلی دریای مرده شکل گرفته است، و دریای مرمره، که در یک جابه‌جایی راست‌گرا در سامانه گسل شمال آناتولی ایجاد شده است.

### حوضه‌های پشت‌کمانی
حوضه‌های پشت‌کمانی در پشت بسیاری از مناطق فرورانش به دلیل اثرات عقب‌نشینی درازگودال ایجاد می‌شوند، که منجر به منطقه‌ای از کشش موازی با کمان جزیره‌ای می‌شود.

### حاشیه‌های نافعال
یک حاشیه نافعال که بر روی لایه‌ای ضعیف مانند گل‌سنگ  با فشار بالا یا سنگ نمک بنا شده باشد، تمایل دارد تحت وزن خود به‌صورت جانبی گسترش یابد. بخش داخلی منشور رسوبی توسط گسل‌های کششی تحت تأثیر قرار می‌گیرد که با کوتاه‌شدگی در بخش بیرونی متعادل می‌شود.